# 卡萝尔·伯内特
卡萝尔·伯内特（英語：Carol Burnett，1933年4月26日—），女，美国演员。曾获得黄金时段艾美奖喜剧类影集最佳客串女演员。她最著名的喜劇綜藝節目是《千面女郎》（The Carol Burnett Show），該節目最初在 CBS 播出。這是第一個由女性主持的綜藝節目。她在包括戲劇和喜劇等各類型的舞台、電視和電影中皆取得成功。她還出現在各樣脫口秀節目中，擔任遊戲節目的小組成員。
她在德克萨斯州聖安東尼奧出生長大，全家搬到加利福尼亚州，住在好萊塢區。她就讀於好萊塢高中，最終在加利福尼亚大学洛杉矶分校學習戲劇和音樂喜劇。後來，她在紐約市的夜總會演出，並於 1959 年在百老匯取得了突破性的成功，她因此獲得了托尼奖提名。她很快就在電視上首次亮相，在接下來的三年裡定期出現在The Garry Moore Show上，並在 1962 年獲得了她的第一個艾美獎。
從六十年代開始，與Julie Andrews合作一系列歌舞秀，此後也經常搭擋演出，人稱 “Julie and Carol”。